# الفرقة الفنلندية الثالثة

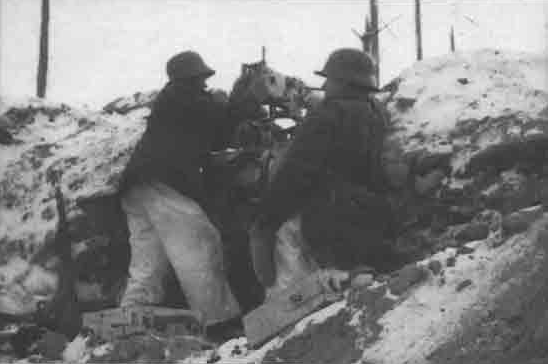
مدفع رشاش مكسيم فنلندي في جبهة تايبالي، ديسمبر 1939

الفرقة الثالثة ( 3. Divisioona ) كانت وحدة من الجيش الفنلندي خلال الحرب المستمرة.

## التاريخ
كانت الفرقة الثالثة هو المكون الرئيسي للفيلق الفنلندي الثالث. خلال الحرب، قاتلت الفرقة في الغالب في منطقة أوختا وKestenga، عندما شاركت في عملية Arctic Fox. عندما بدأ الهجوم السوفياتي الرئيسي في عام 1944، تم نقل الفرقة إلى كارليان برزخ.
خلال حرب لابلاند ضد ألمانيا في عام 1944، هبطت الفرقة في تورنيو. تقدم القسم إلى روفانيمي ومن هناك شمالًا إلى مونيو حيث تم حلها.

## التنظيم
- فوج المشاة 11
- فوج المشاة 32
- فوج المشاة 53
- فوج المدفعية الميداني 16
- كتيبة المدفعية الثقيلة 16
- الكتيبة الخفيفة 5
- كتيبة المهندسين 34
- كتيبة الإشارة 31